# Fabio Meridiani
Fabio Meridiani (Ascoli Piceno, 4 giugno 1967) è un bassista italiano.
Suona e collabora dal 1985 come bassista con artisti italiani e stranieri, in qualità di turnista e solo artist.

## Biografia
Autodidatta, (pseudonimo di Fabio Canala) è stato tra i primi bassisti italiani ad applicare tecniche miste sullo strumento. Viene notato nel 1987 da Robert Neville e The Bolear, in quel momento in Italia per presiedere ad alcuni seminari e a due registrazioni live per Radio Roma. Avendolo ascoltato esibirsi in un noto locale romano, viene invitato a partecipare alle registrazioni in qualità di bassista. Dal 1988 al 1990 
perfeziona la sua conoscenza con la teoria di Giorgio Azzolini.

## Partecipazione a festival e rassegne musicali
Dal 1988 apre alcuni live di Ivan Graziani e Robert Neville & The Bolear.
Fino al 1995 si alternano collaborazioni con Stefano Masciarelli per l'Estate romana, Miranda Martino, Enrica Bonaccorti, Bambi Fossati (Garybaldi) in istituti di pena in favore dei detenuti, e inoltre con Diego Calcagno in altri live negli anni successivi.
Tra il 2005 e il 2007 è invitato dalla pianista italo-americana Marina Fiorentini a far parte di un quartetto di Jazz d'avanguardia, composto dal trombonista Giancarlo Schiaffini, dal batterista Tony Cerqua, dal sassofonista Lorenzo Fontana, che segna un importante punto di svolta, e darà vita al trio basso-batteria-voce, con Tony Cerqua e Catia Rea: i "Keepintouch".
Si esibisce presso lo Stadio dei Marmi in occasione dei concerti di: Banco del Mutuo Soccorso, Piero Pelù, Premiata Forneria Marconi. Partecipa nel 2014 come Special Guest al Dibojano Festival Bojano CB.
Con "Reagente 6" presso la Casa Del Jazz RM con Ivano Fortuna, Giacomo Anselmi.